# Joëlle Ursull
Joëlle Ursull, nascuda a (9 de novembre de 1960) a Pointe-à-Pitre, Guadalupe, és una cantant francesa.
Abans d'emprendre una carrera en solitari, Ursull va formar part del trio femení Zouk Machine.
Va representar França al Festival de la Cançó d'Eurovisió 1990, amb White and Black Blues.

## Biografia

### Inicis
Nascuda a Pointe-à-Pitre va passar la seva infantesa a Morne-à-l'Eau.
Ursull va ser escollida Miss Morne-à-l'Eau, abans de convertir-se en Miss Guadalupe el 1979. Va fer televisió en una sitcom i després va iniciar una carrera de model abans d'unir-se al grup Zouk Machine. Les seves influències musicals són les del Carib: del zouk a la beguina, passant per reggae, ragga, quadrille, salsa, merengue i tants d'altres.

### La creació de Zouk Machine
El grup Zouk Machine fou creat per Guy Houllier i Yves Honoré. Joëlle és una dels tres membres fundadors del grup, el qual, va tenir un gran èxit amb el llançament del seu primer àlbum homònim, permetent-los actuar en nombrosos escenaris i platós de televisió.
El 1988, Joëlle Ursull abandona el grup per intentar una carrera com a solista sent substituïda per Jane Fostin.

### Carrera en solitari
L'any 1988, publica el seu primer disc titulat Miyel.
A principis de 1990, Ursull fou escollida per representar França al Festival d'Eurovisió que va tenir lloc al maig a Zagreb el 5 de maig de 1990. Amb el seu timbre velat, interpreta el títol White and Black Blues, escrita per Serge Gainsbourg i composta per Georges Augier de Moussac. Durant el seu pas a l'escenari, dues ballarines actuen al seu voltant i toquen els tam-tams. Al final de la votació, va obtenir 132 punts, ocupant la 2a posició, empatada amb Liam Reilly, el cantant que representava Irlanda amb la cançó Somewhere in Europe. Joëlle va obtenir sis dotze punts (Finlàndia, Islàndia, Noruega, Països Baixos, Suïssa i Iugoslàvia). La victòria va ser per a l'italià Toto Cutugno i la cançó, Insieme: 1992.
El mateix any, Joëlle Ursull va publicar el seu segon àlbum en solitari titulat Black French i al 1993, publica el seu tercer àlbum Comme dans un film.
Després de ser mare, es va dedicar durant deu anys a l'educació de les seves dues filles. Paral·lelament, va participar en nombrosos projectes musicals, signant així un single en homenatge a Mothers & Fathers a duo amb Jacques D'Arbaud, un duo a l'àlbum de l'humorista guadeloupeu Pat i un altre el 1999 amb l'artista reggae Djamatik.
De 2004 a 2006, va participar en nombrosos platós de televisió al Carib i a París.

## Discografia
Àlbums:
1. Zouk Machine (1986)
2. Miyel (1988)
3. Black French (1990)
4. Comme dans un film (1993)
5. White & Black Blues (2000) (recopilatori)

En solitari:
1. Sové Lanmou (1986)
2. Zouk Machine (1987)
3. Miyel (1989)
4. White & Black Blues (1990) nº 2
5. Amazon (1990) nº 27
6. Position Feeling (1991) nº 50
7. Syiel Tambou (1993)
8. Babydoo (2003)